# Naissance en 890
Naissance
- 886
- 887
- 888
- 889
- 890
- 891
- 892
- 893
- 894

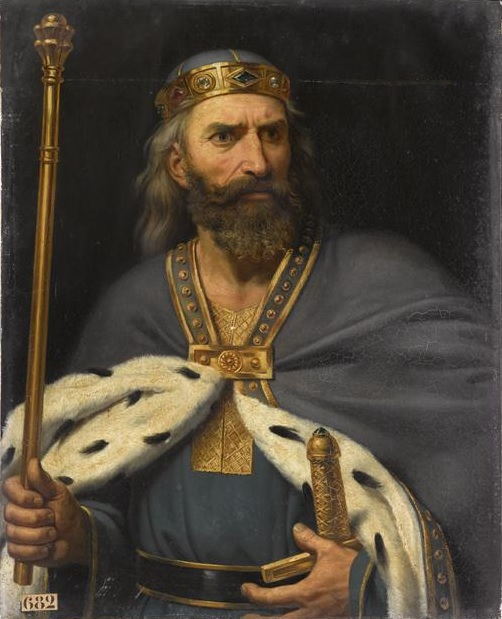
Raoul de Bourgogne né vers 890.

Cette page dresse une liste de personnalités nées au cours de  l'année 890 :
- Billung de Stubenskorn, noble saxon au service de la dynastie ottonienne.
- Prince Motoyoshi, membre de la famille impériale Japonaise et poète de milieu de l'époque de Heian.

date incertaine (vers 890) :
- Gérard de Brogne, moine bénédictin sanctifié.
- Raoul de Bourgogne, duc de Bourgogne puis roi des Francs.
- Régnier II de Hainaut, comte de Hainaut.
- Thibaud l'Ancien, vicomte de Blois, vicomte de Tours, puis comte de Tours et comte de Blois.

## Crédit d'auteurs
- Cet article est partiellement ou en totalité issu de l'article intitulé « 890 » (voir la liste des auteurs).